# 베르너의 법칙
베르너의 법칙(영어: Verner’s Law)은 칼 베르너(Karl Verner)가 1877년 Eine Ausnahme der ersten Lautverschiebung (일차 음운 추이의 예외)라는 논문에서 그림의 법칙의 예외가 강세의 위치에 있음을 발견하고 이를 설명한 것이다.
인구조어의 무성 *p, *t, *k에 대응하는 게르만어의 어중 무성마찰음 ɸ(f), θ(þ), χ(x)은 바로 그 앞에 있는 모음에 강세가 있으면 무성음 그대로 유지되고, 강세가 없을 때는 유성음 β, ð, γ; b, d, g로 변한다.
그림의 법칙에 따르면, 인구조어의 무성정지음 *p, *t, *k는 게르만조어에서 f, θ, χ로 바뀌어야 한다. 그러나 이 법칙에서 벗어나 b, d, g로 바뀌는 경우가 존재한다. 예를 들어, 라틴어 pater와 고트어 fadar를 비교해 보면, p > f 변화는 그림의 법칙을 따르지만 t > d 변화는 그렇지 않다는 것을 알 수 있다. 그림의 법칙을 그대로 따른다면 pater가 faþer로 변화했어야 한다.
베르너의 법칙은 그림의 법칙과 어긋나는 이러한 현상을 예외로 내버려 두지 않고 모두 음운 법칙이라는 틀 안에서 설명하고자 나온 것이다. 다음 두 예를 살펴 보면,
- 그리스어 πατέρ- [pater] '아버지', φράτερ- [phrater] '형제'
- 고트어 fadar [faðar] '아버지', broþar [broːθar] '형제'

그리스어의 phrater가 고트어의 broþar로 변한 것은 유기음이 유성무기음으로 (ph > b) 변하고, 무성무기음이 유기음으로 (t > þ) 변했다는 점에서 그림의 법칙에 잘 들어 맞는다. 하지만 그리스어의 pater 고트어의 fadar가 된 것은 그림의 법칙에 어긋난다. 그림의 법칙을 따른다면 faþar가 되었어야 한다.
베르너는 이러한 예외들을 관찰하여 강세에 따라 변화가 달라진다는 것을 알아내었다. 즉 φράτερ-의 경우와 같이 해당 자음(τ) 앞의 음절에 강세가 있는 경우에는 그림의 법칙을 따르고, πατέρ- 와 같이 해당 자음 앞 음절에 강세가 없는 경우에는 유성음화된다는 것이다.
이러한 베르너의 발견으로 음운 변화는 예외가 없으며 자연의 물리 법칙과 같이 절대적인 것이라는 주장이 더욱 힘을 얻게 된다.

## 같이 보기
- 칼 베르너